# Myodes centralis
Myodes centralis es una especie de roedor de la familia Cricetidae.

## Distribución geográfica
Se encuentra en China y Kirguistán.